# Матеја Кежман
Матеја Кежман (Београд, 12. април 1979) српски је фудбалски менаџер и бивши фудбалер. Играо је на позицији нападача.
Фудбалом је почео да се бави у Земуну а праву афирмацију је стекао у Партизану са којим је био најбољи стрелац лиге. Након београдских црно-белих игра за ПСВ Ајндховен где наставља да буде ефикасан и постаје најбољи стрелац и у Холандији. Након ПСВ-а прелази у Челси код тренера Муриња а касније је играо за Атлетико Мадрид, Фенербахче, ПСЖ, Зенит а пред крај каријере је играо у БАТЕ Борисову и Јужној Кини.
За репрезентацију СРЈ и СЦГ је у периоду од 2000. до 2006. године одиграо 49 утакмица и постигао 17 голова. Играо је на Европском првенству 2000. године у Белгији и Холандији и на Светском првенству 2006. године у Немачкој.

## Клупска каријера
Попут свог оца Златка, који је био дугогодишњи голман ФК Галеника (данашњи ФК Земун), и Матеја је почео каријеру у истом клубу. Већ са 17 година напушта Земун и одлази у Раднички из Пирота за који је наступао у друголигашком такмичењу. У сезони 1997/98. је играо први део такмичења за Лозницу а у другом делу сезоне је био играч Сартида из Смедерева.

### Партизан
У лето 1998. постаје играч београдског Партизана, чији је тренер тада био Љубиша Тумбаковић. У сезони 1998/99. је на одиграна 22 првенствена сусрета постигао шест голова, и освојио титулу првака. У тој сезони је скренуо пажњу на себе када је на 111. вечитом дербију против Црвене звезде постигао гол у последњем минуту, који је Партизану донео победу од 2:1.
У сезони 1999/00. на клупу Партизана стиже Миодраг Јешић и тада Кежман пружа још боље партије. На 32 првенствене утакмице је постигао 27 голова и тако постао најбољи стрелац лиге. Ипак ту сезону су црно-бели завршили без трофеја. За две сезоне у дресу Партизана, Кежман је одиграо укупно 74 утакмице (првенство, куп и Европа) и постигао 43 гола. Посебно је био добар у вечитим дербијима са Црвеном звездом, јер је на 5 одиграних утакмица постигао исто толико голова.

### ПСВ
У лето 2000. године Кежман прелази у ПСВ из Ајндховена. Одмах је добио број девет који су пре њега носили Ромарио и Роналдо. Већ у првој сезони постаје најбољи стрелац холандске прве лиге постигавши 24 гола у 33 утакмице, а био је тада и најмлађи играч у историји тамошњег шампионата коме је то пошло за руком. У сезони 2002/03. је на одигране 33 првенствене утакмице постигао 35 голова и добио награду за играча године у Холандији. Такође је у тој сезони био други у избору за Златну копачку (испред њега је био Рој Макај) а поставио је и рекорд по броју голова које је постигао страни играч у Холандији. У Ајндховену добија надимак Бетмен по називу песме која је емитована сваки пут када је постизао голове.
За екипу ПСВ-а је у четири сезоне одиграо 122 првенствена меча на којима је био стрелац 105 пута, а 2001, 2003. и 2004. године је био и најбољи стрелац Холандског шампионата. Освојио је два првенства Холандије и три Суперкупа.

### Челси
У јулу 2004. године прелази у лондонски Челси, чији је тренер тада био Жозе Мурињо. У Премијер лиги је одиграо 25 мечева и постигао 4 погодака, мада је ретко почињао као стартер. Први гол у првенству је постигао 4. децембра 2004. године када је Челси на Стамфорд бриџу савладао Њукасл са 4:0. Кежман је ушао на терен у 61. минуту и постигао гол са пенала у надокнади времена. Следећи гол у првенству је постигао тек 5. марта 2005. у гостујућој победи од 3:1 над Норичом. Тринаест дана касније је постигао два гола на Стамфорд бриџу у победи свог тима од 4:1 над Кристал паласа. То су му били и последњи голови у Премијер лиги. Челси је у тој сезони освојио Премијер лигу што је била први титула у овом такмичењу након сезоне 1954/55.
Свој први гол икада за Челси је постигао 27. октобра 2004. године на утакмици трећег кола Лига купа против Вест Хема. То је био уједно и једини гол на мечу. Свој следећи гол у овом такмичењу је постигао 27. фебруара 2005. на финалној утакмици која је одиграна против Ливерпула. Меч је завршен резултатом 3:2 након продужетака а Кежман је постигао трећи гол за свој тим и тако помогао клубу да освоји трофеј Лига купа.
Кежман је као играч Челсија у сезони 2004/05. укупно у свим такмичењима одиграо 41 утакмицу и постигао 7 голова. Четрнаест пута је био стартер (шест мечева у првенству, три у Лиги шампиона, два у Лига купу и три у Купу Енглеске), а на 27 је улазио као резерва.

### Атлетико и Фенербахче
У сезони 2005/06. је био члан Атлетика из Мадрида. Ту је на 30 првенствених мечева постигао 8 голова, а играо је у тандему са Фернандом Торесом. Атлетико је у тој сезони завршио на 10. месту Примере. Кежман је одиграо и три утакмице у Купу на којима је постигао два гола.
На лето 2006. прелази у турски фудбалски клуб Фенербахче, који је тада тренирао бразилац Зико. У две сезоне проведене у турском клубу је на 46 првенствених сусрета постигао 20 погодака. Освојио је шампионат Турске у сезони 2006/07. и Суперкуп Турске 2007. године.

### ПСЖ и Зенит
У августу 2008. постаје нови члан француског Пари Сен Жермена. Кежман је за "свеце" у сезони 2008/09. одиграо у првенству 23 меча и постигао три гола, али је углавном пунио странице француске штампе због сукоба са тренером, и бројних инцидената међу којима и бацање дреса ПСЖ-а. Добитник је француске "Оловне лопте" за 2009. годину - "награде" која се додељује најлошијем фудбалеру године у Француској, а "кандидате" бирају тамошњи медији. Кежман је добио чак 1.500 гласова више од другопласираног репрезентативца Обале Слоноваче Кадера Кеите, који је из Лиона прешао у Галатасарај.
У септембру 2009. одлази на позајмицу у руски Зенит из Санкт Петербурга и на 10 првенствених утакмица постигао је два гола, што није било задовољило челнике Зенита који нису откупили уговор са ПСЖ, па је од јануара 2010. поново носио дрес париских "светаца". До краја сезоне 2009/10. за ПСЖ је одиграо 11 утакмица у првенству и дао два гола. Иако није био у првом плану Кежман је у марту понео титулу играча месеца у избору који се организује на званичном сајту. Српски интернационалац је награду наследио од најбољег играча фебруара Лудовика Жилија. Кежман је овог месеца четири пута био резерва, једном стартер, а постигао је један гол из игре, изнудио једанаестерац и био једном прецизан у пенал серији у четвртфиналу Купа Француске. Одиграо је укупно 151 минут.
И сезону 2010/11. почиње као фудбалер ПСЖ-а али већ 3. новембра 2010. године званично раскида уговор са француским клубом. Кежман је за ПСЖ одиграо укупно у свим такмичењима 53 утакмице и постигао 10 голова.

### Јужна Кина и БАТЕ Борисов
Крајем јануара 2011. потписао четворомесечни уговор са клубом Јужна Кина из Хонг Конга и својој екипи голом у финалу донео Куп Хонг Конга, док су у првенству заузели друго место. Краткотрајни ангажман Кежмана биће упамћен и по томе што је назвао Куп азијске фудбалске конфедерације "глупим" и "најгорим такмичењем у којем је играо".
Последњег дана летњег прелазног рока, у августу 2011. потписује уговор са белоруским шампионом БАТЕ Борисовом, који је те сезоне играо у Лиги шампиона па се тако Кежман придружио Дарку Ковачевићу и постао други фудбалер који је у Лиги шампиона наступао за четири различита клуба. Кежман је за три месеца проведених у Белорусији одиграо 11 мечева, шест у првенству и пет у Лиги шампиона (без постигнутог гола). Са БАТЕ Борисовим је освојио шампионат Белорусије, а у Лиги шампиона је завршио такмичење као четврти у групи, иза Барселоне, Милана и Плзена.
У јануару 2012. године се поново вратио у Хонг Конг и одиграо још пар мечева за Јужну Кину која му је била и последњи клуб у каријери.

## Репрезентација
Први наступ у репрезентацији СР Југославије је имао у пријатељском мечу против Кине, у мају 2000. године, у коме је и постигао гол. Селектор Вујадин Бошков је уврстио Кежмана у тим за Европско првенство у фудбалу 2000. у Белгији и Холандији, али је у јединој утакмици коју је одиграо против Норвешке добио црвени картон након тридесетак секунди игре због старта над Ериком Микландом.
Био је члан репрезентације у неуспешним квалификацијама за Светско првенство 2002. године у Јужној Кореји и Јапану. Уследиле су квалификације за Европско првенство 2004. године у Португалу, где је Кежман такође редовно добијао позив. Ипак након утакмице против Азербејџана која је одиграна на Стадиону под Горицом и завршена са разочаравајућих 2:2, Кежман је тражио одмор од репрезентације незадовољан тиме што га је селектор Савићевић заменио у 59. минуту игре. У наставку квалификација Кежман није играо све док Савићевић није поднео оставку.
После Савићевића нови селектор постаје Илија Петковић, након чега Кежман постаје носилац репрезентације и један од најзаслужнијих за пласман СЦГ на Светско првенство у Немачкој 2006. пошто је у квалификацијама постигао 5 голова, укључујући одлучујуће против Шпаније и Босне и Херцеговине. Међутим, репрезентација је на СП доживела дебакл и заузела последње, 32. место, а Кежман је искључен у поразу Србије и Црне Горе од Аргентине 6:0 и означен као један од криваца за лош успех репрезентације.
Нови селектор репрезентације Србије Хавијер Клементе није позивао Кежмана у репрезентацију, иако је Кежман више пута истицао да жели да игра. После дебакла наше репрезентације у квалификацијама за ЕП 2008. на место селектора долази Мирослав Ђукић, а касније и Радомир Антић али га и они нису позивали у репрезентацију.

#### Голови
| #  | Датум              | Место                  | Противник           | Гол | Резултат | Такмичење                                |
| -- | ------------------ | ---------------------- | ------------------- | --- | -------- | ---------------------------------------- |
| 1  | 25. мај 2000.      | Пекинг, Кина           | Кина                | 1–0 | 2–0      | Пријатељска                              |
| 2  | 16. август 2000.   | Белфаст, Северна Ирска | Северна Ирска       | 1–1 | 2–1      | Пријатељска                              |
| 3  | 6. јун 2001.       | Тофтир, Фарска Острва  | Фарска Острва       | 2–0 | 6–0      | Квалификације за Светско првенство 2002. |
| 4  | 6. јун 2001.       | Тофтир, Фарска Острва  | Фарска Острва       | 5–0 | 6–0      | Квалификације за Светско првенство 2002. |
| 5  | 6. јун 2001.       | Тофтир, Фарска Острва  | Фарска Острва       | 6–0 | 6–0      | Квалификације за Светско првенство 2002. |
| 6  | 6. октобар 2001.   | Београд, СРЈ           | Луксембург          | 3–2 | 6–0      | Квалификације за Светско првенство 2002. |
| 7  | 6. октобар 2001.   | Београд, СРЈ           | Луксембург          | 6–2 | 6–0      | Квалификације за Светско првенство 2002. |
| 8  | 13. фебруар 2002.  | Финикс, САД            | Мексико             | 1–0 | 2–1      | Пријатељска                              |
| 9  | 17. април 2002     | Смедерево, СРЈ         | Литванија           | 2–1 | 4–1      | Пријатељска                              |
| 10 | 17. април 2002     | Смедерево, СРЈ         | Литванија           | 3–1 | 4–1      | Пријатељска                              |
| 11 | 17. новембар 2004. | Брисел, Белгија        | Белгија             | 2–0 | 2–0      | Квалификације за Светско првенство 2006. |
| 12 | 17. август 2005.   | Кијев, Украјина        | Украјина            | 1–2 | 1–2      | Меморијални турнир Валериј Лобановски    |
| 13 | 3. септембар 2005. | Београд, СЦГ           | Литванија           | 1–0 | 2–0      | Квалификације за Светско првенство 2006. |
| 14 | 7. септембар 2005. | Мадрид, Шпанија        | Шпанија             | 1–1 | 1–1      | Квалификације за Светско првенство 2006. |
| 15 | 8. октобар 2005.   | Виљнус, Литванија      | Литванија           | 1–0 | 2–0      | Квалификације за Светско првенство 2006. |
| 16 | 12. октобар 2005.  | Београд, СЦГ           | Босна и Херцеговина | 1–0 | 1–0      | Квалификације за Светско првенство 2006. |
| 17 | 1. март 2006.      | Радес, Тунис           | Тунис               | 1–0 | 1–0      | Пријатељска                              |

## Приватно
Кежман је своју прву жену Емилију упознао у Пироту док је играо за Раднички. Са њом је направио црквено венчање 9. јуна 2001. године у Саборној цркви у Београду. Месец дана касније направио је и општинско венчање у просторијама Скупштине општине Земун. Са њом је добио троје деце, Лазара, Александру и Јакова. Од Емилије се званично развео 2014. године а у међувремену је добио сина Филимона (2013) из ванбрачне везе са Маријом Перковић. У августу 2018. године се оженио са Таром Шумоњом, са којом је претходно био четири године у вези.
Фебруара 2014. је купио стан за породицу са шесторо деце која је до тада живела у статусу подстанара.

## Статистика
| Клуб                  | Сезона          | Лига   | Лига | Куп    | Куп  | Лига куп | Лига куп | Европа/Азија | Европа/Азија | Остало | Остало | Укупно | Укупно |
| Клуб                  | Сезона          | Утакм. | Гол. | Утакм. | Гол. | Утакм.   | Гол.     | Утакм.       | Гол.         | Утакм. | Гол.   | Утакм. | Гол.   |
| --------------------- | --------------- | ------ | ---- | ------ | ---- | -------- | -------- | ------------ | ------------ | ------ | ------ | ------ | ------ |
| Партизан              | 1998/99         | 22     | 6    | 6      | 2    | –        | –        | 5            | 0            | 0      | 0      | 33     | 8      |
| Партизан              | 1999/00         | 32     | 27   | 2      | 2    | –        | –        | 7            | 6            | 0      | 0      | 41     | 35     |
| ПСВ Ајндховен         | 2000/01         | 33     | 24   | 4      | 3    | –        | –        | 11           | 4            | 1      | 0      | 49     | 31     |
| ПСВ Ајндховен         | 2001/02         | 27     | 15   | 2      | 1    | –        | –        | 11           | 3            | 1      | 1      | 41     | 20     |
| ПСВ Ајндховен         | 2002/03         | 33     | 35   | 3      | 4    | –        | –        | 6            | 0            | 1      | 1      | 43     | 40     |
| ПСВ Ајндховен         | 2003/04         | 29     | 31   | 1      | 0    | –        | –        | 12           | 6            | 1      | 1      | 43     | 38     |
| Челси                 | 2004/05         | 25     | 4    | 3      | 1    | 4        | 2        | 9            | 0            | 0      | 0      | 41     | 7      |
| Атлетико Мадрид       | 2005/06         | 30     | 8    | 3      | 2    | –        | –        | 0            | 0            | 0      | 0      | 33     | 10     |
| Фенербахче            | 2006/07         | 24     | 9    | 2      | 0    | –        | –        | 7            | 2            | 0      | 0      | 33     | 11     |
| Фенербахче            | 2007/08         | 22     | 11   | 4      | 5    | –        | –        | 9            | 2            | 1      | 1      | 36     | 19     |
| Пари Сен Жермен       | 2008/09         | 21     | 3    | 2      | 2    | 4        | 0        | 8            | 3            | 0      | 0      | 35     | 8      |
| Зенит Санкт Петербург | 2009            | 10     | 2    | 0      | 0    | –        | –        | 0            | 0            | 0      | 0      | 10     | 2      |
| Пари Сен Жермен       | 2009/10         | 13     | 2    | 2      | 0    | 0        | 0        | 0            | 0            | 0      | 0      | 15     | 2      |
| Пари Сен Жермен       | 2010/11         | 1      | 0    | 0      | 0    | 0        | 0        | 1            | 0            | 1      | 0      | 3      | 0      |
| Јужна Кина            | 2010/11         | 1      | 2    | 0      | 0    | 0        | 0        | 0            | 0            | 0      | 0      | 0      | 0      |
| БАТЕ Борисов          | 2011/12         | 0      | 0    | 0      | 0    | 0        | 0        | 0            | 0            | 0      | 0      | 0      | 0      |
| Каријера укупно       | Каријера укупно | 322    | 177  | 34     | 22   | 8        | 2        | 86           | 26           | 6      | 4      | 456    | 231    |

## Успеси

### Клупски
Партизан
- Прва лига СР Југославије (1): 1998/99.

ПСВ Ајндховен
- Ередивизија (2): 2000/01, 2002/03.
- Суперкуп Холандије (3): 2000, 2001, 2003.

Челси
- Премијер лига (1): 2004/05.
- Енглески Лига куп (1): 2004/05.

Фенербахче
- Суперлига Турске (1): 2006/07.
- Суперкуп Турске (1): 2007.

Париз Сен Жермен
- Куп Француске (1): 2009/10.

Јужна Кина
- Хонг Конг ФА куп (1): 2010/11.
- Хонг Конг Лига куп (1): 2010/11.

БАТЕ Борисов
- Премијер лига Белорусије (1): 2011.

### Индивидуални
- Најбољи стрелац Прве лиге СР Југославије (1): 1999/00.
- Најбољи стрелац Ередивизије (3): 2000/01, 2002/03, 2003/04.
- Најбољи играч у Холандији (1): 2002/03.